# Aulacorthum magnoliae
Aulacorthum magnoliae är en insektsart. Aulacorthum magnoliae ingår i släktet Aulacorthum och familjen långrörsbladlöss. Inga underarter finns listade i Catalogue of Life.